# Poly Bridge 2
Poly Bridge 2 est un jeu vidéo de simulation-puzzle qui fait suite de Poly Bridge. Le jeu est développé et édité par Dry Cactus, avec une musique composée par Adrian Talens. Il était disponible dans le monde entier le 28 mai 2020 pour Linux, macOS et Microsoft Windows.

## Système de jeu
L'objectif de Poly Bridge 2 est de construire un pont capable de transporter des véhicules d'un point A à un point B avec des matériaux fournis dans un budget limité. En plus des matériaux qui figuraient déjà dans Poly Bridge, un nouveau composant, le ressort, est introduit. Le jeu propose quatre mondes différents qui se composent de soixante-quatre niveaux.

## Développement et publication
Poly Bridge 2 est toujours développé et édité par le développeur de jeux vidéo néo-zélandais Dry Cactus, le compositeur canadien Adrian Talens revenant pour composer la bande originale. Le jeu est sorti via Epic Games Store et Steam le 28 mai 2020 pour Linux, macOS et Microsoft Windows.

## Bande sonore
Toute la musique est composée par Adrian Talens.
| Poly Bridge 2 (Original Soundtrack) | Poly Bridge 2 (Original Soundtrack)              | Poly Bridge 2 (Original Soundtrack) | Poly Bridge 2 (Original Soundtrack) | Poly Bridge 2 (Original Soundtrack) | Poly Bridge 2 (Original Soundtrack) | Poly Bridge 2 (Original Soundtrack) | Poly Bridge 2 (Original Soundtrack) | Poly Bridge 2 (Original Soundtrack) | Poly Bridge 2 (Original Soundtrack) |
| No                                  | Titre                                            | Durée                               |                                     |                                     |                                     |                                     |                                     |                                     |                                     |
| ----------------------------------- | ------------------------------------------------ | ----------------------------------- | ----------------------------------- | ----------------------------------- | ----------------------------------- | ----------------------------------- | ----------------------------------- | ----------------------------------- | ----------------------------------- |
| 1.                                  | Reconstruction                                   | 2:52                                |                                     |                                     |                                     |                                     |                                     |                                     |                                     |
| 2.                                  | Safe Travels                                     | 3:01                                |                                     |                                     |                                     |                                     |                                     |                                     |                                     |
| 3.                                  | All That Should Hold                             | 2:47                                |                                     |                                     |                                     |                                     |                                     |                                     |                                     |
| 4.                                  | Ahead of the Curve                               | 3:20                                |                                     |                                     |                                     |                                     |                                     |                                     |                                     |
| 5.                                  | Hometown Hills                                   | 3:48                                |                                     |                                     |                                     |                                     |                                     |                                     |                                     |
| 6.                                  | Taking Flight                                    | 4:46                                |                                     |                                     |                                     |                                     |                                     |                                     |                                     |
| 7.                                  | Almost Was Good Enough                           | 2:46                                |                                     |                                     |                                     |                                     |                                     |                                     |                                     |
| 8.                                  | Destinations                                     | 2:41                                |                                     |                                     |                                     |                                     |                                     |                                     |                                     |
| 9.                                  | Passports and Postcards                          | 4:36                                |                                     |                                     |                                     |                                     |                                     |                                     |                                     |
| 10.                                 | Across the Map                                   | 2:47                                |                                     |                                     |                                     |                                     |                                     |                                     |                                     |
| 11.                                 | Woodland Drive                                   | 2:33                                |                                     |                                     |                                     |                                     |                                     |                                     |                                     |
| 12.                                 | Royal Sunrise                                    | 3:52                                |                                     |                                     |                                     |                                     |                                     |                                     |                                     |
| 13.                                 | Rocky Roads                                      | 2:34                                |                                     |                                     |                                     |                                     |                                     |                                     |                                     |
| 14.                                 | Going Places (Poly Bridge 2 Version)             | 2:22                                |                                     |                                     |                                     |                                     |                                     |                                     |                                     |
| 15.                                 | Under Construction (Poly Bridge 2 Version)       | 3:11                                |                                     |                                     |                                     |                                     |                                     |                                     |                                     |
| 16.                                 | Field Trip (Poly Bridge 2 Version)               | 3:35                                |                                     |                                     |                                     |                                     |                                     |                                     |                                     |
| 17.                                 | On The Road (Poly Bridge 2 Version)              | 3:08                                |                                     |                                     |                                     |                                     |                                     |                                     |                                     |
| 18.                                 | Are We There Yet? (Poly Bridge 2 Version)        | 2:37                                |                                     |                                     |                                     |                                     |                                     |                                     |                                     |
| 19.                                 | Along For The Ride (Poly Bridge 2 Version)       | 2:43                                |                                     |                                     |                                     |                                     |                                     |                                     |                                     |
| 20.                                 | Countryside Song (Poly Bridge 2 Version)         | 4:06                                |                                     |                                     |                                     |                                     |                                     |                                     |                                     |
| 21.                                 | Campfire Dreams (Poly Bridge 2 Version)          | 3:06                                |                                     |                                     |                                     |                                     |                                     |                                     |                                     |
| 22.                                 | Fall Into Place (Poly Bridge 2 Version)          | 2:58                                |                                     |                                     |                                     |                                     |                                     |                                     |                                     |
| 23.                                 | Fingers Crossed (Poly Bridge 2 Version)          | 2:43                                |                                     |                                     |                                     |                                     |                                     |                                     |                                     |
| 24.                                 | Rest Area (Poly Bridge 2 Version)                | 4:56                                |                                     |                                     |                                     |                                     |                                     |                                     |                                     |
| 25.                                 | Cruise Control (Poly Bridge 2 Version)           | 2:58                                |                                     |                                     |                                     |                                     |                                     |                                     |                                     |
| 26.                                 | Other Side of the Bridge (Poly Bridge 2 Version) | 2:20                                |                                     |                                     |                                     |                                     |                                     |                                     |                                     |
| 27.                                 | Highway Driving (Poly Bridge 2 Version)          | 2:53                                |                                     |                                     |                                     |                                     |                                     |                                     |                                     |
| 28.                                 | Scenic Route (Poly Bridge 2 Version)             | 2:48                                |                                     |                                     |                                     |                                     |                                     |                                     |                                     |
| 29.                                 | River Crossing (Poly Bridge 2 Version)           | 3:13                                |                                     |                                     |                                     |                                     |                                     |                                     |                                     |
| 30.                                 | Pack Your Bags (Poly Bridge 2 Version)           | 3:42                                |                                     |                                     |                                     |                                     |                                     |                                     |                                     |
| 31.                                 | Station Wagon Sunset (Poly Bridge 2 Version)     | 3:09                                |                                     |                                     |                                     |                                     |                                     |                                     |                                     |
| 32.                                 | From Here to Somewhere (Poly Bridge 2 Version)   | 2:58                                |                                     |                                     |                                     |                                     |                                     |                                     |                                     |
| 1:40:49                             |                                                  |                                     |                                     |                                     |                                     |                                     |                                     |                                     |                                     |

## Accueil
Poly Bridge 2 a reçu des critiques «mitigées ou moyennes», selon l'agrégateur Metacritic.
Russell Archey de Gaming Nexus a donné au jeu une note de 8,5 sur 10. Il a estimé que le jeu était agréable et relaxant, et lui apportait beaucoup de bonheur à chaque fois que le pont qu'il avait construit se cassait et que les conducteurs entraient dans l'eau.
Chris O'Connor d'Impulse Gamer a donné au jeu un total de 3,6 étoiles sur 5. Il a loué le jeu pour être très amusant à un prix assez raisonnable, mais l'a critiqué pour ne pas avoir assez de niveaux.
John Walker de Rock, Paper, Shotgun a commenté que le jeu ressemble "beaucoup plus à un pack d'extension qu'à un tout nouveau jeu", et a pensé qu'il était difficile de l'apprécier en créant soi-même.